# Serangoon
Serangoon – węzłowa stacja podziemna Mass Rapid Transit (MRT) na North East Line i Circle Line w Singapurze. Stacja znajduje się na obszarze zwanym Serangoon.